# Elisabeth Heister-Neumann
Elisabeth Heister-Neumann (Alfter, 17 juin 1955) est une femme politique allemande.